# Gregory Sporleder
Gregory Sporleder (n. 24 de abril de 1964) es un actor estadounidense conocido por interpretar a hombres militares en películas como La Roca, Black Hawk Down y Renaissance Man como Calvin Norris en True Blood.

## Vida personal
Está casado a su esposa Megan.

## Carrera
Sporleder tuvo su papel importante en Say Anything... junto a John Cusack. En 1994, apareció como "Billy" en el vídeo musical para la canción "All I Wanna Do" de Sheryl Crow. Apareció en películas como A League of Their Own, True Romance y episodios de Murphy Brown y NYPD Blue.